# Вокер, техаський рейнджер
«Вокер, техаський рейнджер» (англ. Walker, Texas Ranger) — американський телесеріал 1993—2001 роках Леслі Ґрейфа та Пола Гаґґіса з Чаком Норрісом у головній ролі. Уперше стартував на каналі «CBS» 21 квітня 1993 року. Всього вийшло 8 сезонів, не враховуючи пілотного з трьох епізодів. По завершенні серіалу також вийшов повнометражний телефільм «Вокер, техаський рейнджер: Випробування вогнем». На хвилі популярності персонаж Ч. Норріса з'являвся у кількох серіях спін-оффу «Сини грому» та одній серії «Бойового закону» із Саммо Хунгом. За мотивами серіалу також вийшло три книги Джеймса Різонера у 1998—1999 роках. Телесеріал характеризується нереалістичним відображенням роботи поліції.
В Україні транслювався на каналах «1+1», «Новий канал» та «Enter-фільм».

## Синопсис
У серіалі розповідається про техаського рейнджера Корделла Вокера, який виріс серед індіанців племені Черокі у свого дядька Рея Вогнехідця, а тепер мешкає на своєму ранчо. К. Вокер майстерно володіє бойовими мистецтвами і використовує їх при затриманні злочинців. Разом з ним працює помічник рейнджера Джеймс Тріветт. Їм трапляються найрізноманітніші справи. Іноді їм допомагає колишній рейнджер Сі-Ді Паркер, у якого зараз бар. У суді їх представником є помічник прокурора Далласу, штат Техас (пізніше прокурор) Алекс Кейхілл, майбутня дружина Вокера, яка завідує християнським реабілітаційним центром «Надія» (англ. Help Our People Excel (H.O.P.E.) Center). Пізніше у Корделла з'являється протеже Трент Меллой, полісмен, який також володіє бойовими мистецтвами і користується лише ними (і ніколи зброєю через нещасний випадок з пістолетом батька у дитинстві) та провадить школою з їх вивчення, де викладає сам. З ними працює і його друг Карлос Сандовал, з яким вони залишають поліцію, щоб відкрити детективне агентство (див. Сини грому). Після цього до команди долучаються молоді рейнджери Френсіс Ґейдж і Сідні Кук, яких наставляє капітан Вокер. У сьомому сезоні Вокер одружується з Алекс і у них народжується донька Анжела. Наприкінці останнього сезону декілька небезпечних злочинців, яких Вокер раніше арештовував, збираються задля помсти — і вбивають кількох його друзів і колег, у тому числі Сі-Ді Паркера. Продовженням серіалу став телевізійний фільм Вокер, техаський рейнджер: Випробування вогнем, у кінці якого вбивають дружину Вокера.

## Акторський склад
- Чак Норріс — техаський рейнджер Корделл Вокер, нащадок героя Дикого Заходу, який виріс у дядька серед індіанців Черокі, майстерно володіє східними бойовими мистецтвами.
- Кларенс Джильярд — помічник рейнджера Джеймс Трівет, який іноді потрапляє у кумедні ситуації, має подружку.
- Шері Дж. Вілсон — Александра (Алекс) Кейхілл, помічник прокурора, пізніше прокурор у Далласі і дружина Вокера, засновник реабілітаційного центру «Надія».
- Нобл Віллінґем (Ґейлард Сартейн у пілотному епізоді) — Сі-Ді Паркер, колишній техаський рейнджер і наставник Вокера та Трівета, власник бару C. D.'s.
- Флойд «Червоний Ворон» Вестерман — Рей Вогнеходець, індіанець Черокі, дядько Вокера.
- Джеймс Влчек — Трент Меллой, протеже Вокера, колишній військовий, син техаського рейнджера, володіє бойовими мистецтвами, не користується вогнепальною зброєю, бо в дитинстві випадкова застрелив друга з батькового пістолета, засновник школи бойових мистецтв та детективного агентства.
- Марко Санчез — Карлос Сандовал, далласький полісмен, друг Трента Меллоя, засновник детективного агентства.
- Ніа Піплс — Сідні Кук, молодий техаський рейнджер, яку наставляє Вокер, володіє бойовими мистецтвами.
- Джадсон Міллс — Френсіс Ґейдж, молодий техаський рейнджер, якого наставляє Вокер.
- Джеймс Друрі — капітан поліції Том Прайс, шеф Вокера.
- Сінтія Дорн — поліцейський медичний експерт Мері Вільямс.
- Френк Сальседо — Білий Орел, вождь племені індіанців, друг Вокера.
- Джон Ґрант Альбрехт[en] — технічний експерт Ден Джонсон.

## Епізоди
| Сезон           | Епізоди         | Епізоди         | Оригінальний показ | Оригінальний показ |
| Сезон           | Епізоди         | Епізоди         | Перший показ       | Останній показ     |
| --------------- | --------------- | --------------- | ------------------ | ------------------ |
| Pilot season    | 3               | 3               | April 21, 1993     | 1 травня 1993      |
| 1               | 23              | 23              | 25 вересня 1993    | 21 травня 1994     |
| 2               | 25              | 25              | 24 вересня 1994    | 13 травня 1995     |
| 3               | 26              | 26              | 23 вересня 1995    | 18 травня 1996     |
| 4               | 27              | 27              | 21 вересня 1996    | 17 травня 1997     |
| 5               | 25              | 25              | 27 вересня 1997    | 16 травня 1998     |
| 6               | 23              | 23              | 26 вересня 1998    | 22 травня 1999     |
| 7               | 25              | 25              | 25 вересня 1999    | 20 травня 2000     |
| 8               | 24              | 24              | 7 жовтня 2000      | 19 травня 2001     |
| Television film | Television film | Television film | 16 жовтня 2005     | 16 жовтня 2005     |